# With Love, Chér
With Love, Chér — четвёртый студийный альбом американской певицы и актрисы Шер, выпущенный в ноябре 1967 года на лейбле Imperial Records. Альбом был коммерчески успешен и достиг #47 в чарте Billboard.

## Об альбоме
With Love, Chér был выпущен в 1967 году с помощью лейблов Liberty Records и Imperial Records; продюсером альбома является Сонни Боно.
И вновь альбом был создан по уже известной формуле: кавер-версии известных песен и несколько новых, написанных Сонни Боно для Шер. Несмотря на то, что критики отметили чистый и сильный вокал Шер на этом альбоме, продажи его были не такими высокими, как у первых трех дисков. На альбоме представлены каверы на песни The Time’s They Are A-Changin, Hey Joe и I Will Wait for You (саундтрек к фильму Шербурские зонтики). В 2005 году альбом был переиздан на CD вместе с предыдущим диском Шер Chér.

## Синглы
В поддержку альбома было выпущено 4 сингла. Первый — Behind the Door был выпущен ещё в сентябре 1966 года, почти за год до релиза альбома. Сингл не имел успеха, достигнув лишь 97-й строчки в Billboard Hot 100 и 74-й в канадском чарте. В декабре 1966-го вышел второй сингл — Mama (When My Dollies Have Babies), песня написанная Сонни Боно. Этот сингл также потерпел неудачу, даже не попав в топ-100 чарта США, занял 24-ю позицию в Bubbling Under Hot 100 Singles (эквивалентно № 124 относительно Billboard Hot 100) и 45-ю позицию в канадском чарте. Одновременно Шер записала песни Bambini Miei Cari (Sedetevi Attorno) и Mama — итальянские версии песен You Better Sit Down Kids и Mama (When My Dollies Have Babies). Последняя стала международным хитом и была перепета на многих европейских языках, в том числе французском и итальянском (Далида), хорватском (Arsen Dedić) и финском (под названием «Tahdon (Kuunnella neuvoja äidin)»). В СССР русский вариант текста сочинил Александр Дмоховский и песню «Мама» исполняли Муслим Магомаев и Лариса Мондрус. Оркестровая версия Поля Мориа позже стала заставкой советской телепередачи «От всей души», которую с 1972 года на протяжении 15 лет вела Валентина Леонтьева.
В январе 1967 года на свет вышел сингл Hey Joe, кавер-версия хита группы The Leaves. Сингл также как и предыдущие провалился, в чарте Billboard Hot 100 достиг пик-позиции № 94. В марте 1967-го вышел последний большой хит Шер 60-х — You Better Sit Down Kids. Песня посвящена теме развода, несколько запретной в то время, вследствие чего песня много обсуждалась СМИ. Песня изначально должна была быть спета мужчиной, однако Шер спела её с точки зрения противоположного пола. Сингл был очень успешен, достигнув 9-й строчки в Billboard Hot 100, став вторым топ-10 синглом Шер этого десятилетия. Вместе с хитом Sonny & Cher The Beat Goes on, песня стала временным возвращением в американские чарты для Шер. Ни она, ни дуэт не достигнут этих высот до 1971 года. В 1973 году во время последнего тура Sonny & Cher Сонни Боно исполнил песню сольно.

## Список композиций
| №  | Название                             | Автор(ы)        | Длительность |
| -- | ------------------------------------ | --------------- | ------------ |
| 1. | «You Better Sit Down Kids»           | Sonny Bono      | 3:47         |
| 2. | «But I Can't Love You More»          | Sonny Bono      | 3:40         |
| 3. | «Hey Joe»                            | Billy Roberts   | 3:28         |
| 4. | «Mama (When My Dollies Have Babies)» | Sonny Bono      | 3:28         |
| 5. | «Behind the Door»                    | Graham Gouldman | 3:42         |

| №  | Название                        | Автор(ы)                                    | Длительность |
| -- | ------------------------------- | ------------------------------------------- | ------------ |
| 1. | «Sing for Your Supper»          | Lorenz Hart, Richard Rodgers                | 2:36         |
| 2. | «Look at Me»                    | Keith Allison                               | 3:14         |
| 3. | «There But for Fortune»         | Phil Ochs                                   | 3:28         |
| 4. | «I Will Wait for You»           | Norman Gimbel, Jacques Demy, Michel Legrand | 3:17         |
| 5. | «The Times They Are a-Changin'» | Bob Dylan                                   | 3:10         |

## Над альбомом работали
- Шер — вокал
- Сонни Боно — музыкальный продюсер, автор, фотограф
- Стэн Росс — звукооператор
- Вуди Вудвард — арт-директор

## Чарты
| Чарт (1968)                 | Высшая позиция |
| --------------------------- | -------------- |
| United States Billboard 200 | 47             |